# Yamagata Bantō
Yamagata Bantō (山片 蟠桃, 1748–1821) est un résident bien connu d'Osaka, tout à la fois commerçant et érudit. Il est clerc de la bourse d'échange des marchands Masuya. Il étudie le confucianisme auprès de Nakai Chikuzan et de son frère Nakai Riken, et l'astronomie auprès d'Asada Gōryū de l'école Kaitokudō du temps de son âge d'or. En dépit de sa mauvaise vue, il consacre 18 ans de sa vie à écrire l'ouvrage intitulé Yumenoshiro qui ne comporte pas moins de 12 volumes. Dans ce livre, il soutient la théorie héliocentrique, critique l'âge des dieux et plaide en faveur de l'athéisme. Il joue un rôle de pionnier dans l'émergence de la pensée moderne au Japon.
La préfecture d'Osaka a récemment créé un prix de culture internationale nommé le prix Yamagata Bantō.